# Premier League 2023 (Bhutan)
La Bhutan Premier League 2023 è la 12ª edizione della Bhutan Premier League, la massima divisione unificata del campionato bhutanese di calcio. Il campionato è iniziato il 19 luglio ed è terminato il 9 dicembre 2023.
Il Paro è la squadra campione in carica, avendo vinto il titolo per la terza volta nella sua storia nella stagione 2022. Si è inoltre riconfermato campione, conquistando il suo quarto titolo nazionale.

## Stagione

### Novità
Nel campionato non è in vigore un sistema di promozioni e retrocessioni, ma vige un torneo di qualificazione su base regionale, nato in seguito alla cessazione della Bhutan Super League nel 2020.

### Formula
Le 10 squadre qualificate al campionato giocano un girone all'italiana con partite di andata e ritorno, per un totale di 18 giornate. Al termine di esso, la squadra prima classificata è campione del Bhutan e si qualifica per la Coppa dell'AFC 2024-2025.

## Squadre partecipanti
| Club            | Città      | Stagione precedente           |
| --------------- | ---------- | ----------------------------- |
| BFF Academy U19 | Thimphu    | 7° in Bhutan Premier League   |
| Druk Lhayul     | Thimphu    | 3° in Bhutan Premier League   |
| Namlha          | Thimphu    | Non qualificata al campionato |
| Paro            | Paro       | Campione del Bhutan           |
| Thimphu         | Thimphu    | 4° in Bhutan Premier League   |
| Tensung         | Thimphu    | 8° in Bhutan Premier League   |
| Thimphu City    | Thimphu    | 2° in Bhutan Premier League   |
| Thimphu Raven   | Thimphu    | Non qualificata al campionato |
| Transport Utd   | Thimphu    | 5° in Bhutan Premier League   |
| Ugyen Academy   | Khuruthang | 6° in Bhutan Premier League   |

## Classifica
|                   | Pos. | Squadra         | Pt | G  | V  | N | P  | GF | GS | DR  |
| ----------------- | ---- | --------------- | -- | -- | -- | - | -- | -- | -- | --- |
| Bhutan (bandiera) | 1.   | Paro            | 49 | 18 | 16 | 1 | 1  | 79 | 14 | +65 |
|                   | 2.   | Thimphu City    | 42 | 18 | 13 | 3 | 2  | 65 | 25 | +40 |
|                   | 3.   | Transport Utd   | 37 | 18 | 12 | 1 | 5  | 68 | 29 | +39 |
|                   | 4.   | Thimphu         | 35 | 18 | 11 | 2 | 5  | 40 | 22 | +18 |
|                   | 5.   | Druk Lhayul     | 25 | 18 | 8  | 1 | 9  | 47 | 54 | -7  |
|                   | 6.   | Tensung         | 22 | 18 | 7  | 1 | 10 | 31 | 36 | -5  |
|                   | 7.   | BFF Academy U19 | 17 | 18 | 4  | 5 | 9  | 30 | 45 | -15 |
|                   | 8.   | Ugyen Academy   | 15 | 18 | 3  | 6 | 9  | 30 | 50 | -20 |
|                   | 9.   | Thimphu Raven   | 10 | 18 | 3  | 1 | 14 | 18 | 68 | -50 |
|                   | 10.  | Namlha          | 7  | 18 | 2  | 1 | 15 | 15 | 80 | -65 |

Legenda:
      Campione del Bhutan e ammessa alla Coppa dell'AFC 2024-2025.